# Mariscal de la Unió Soviètica

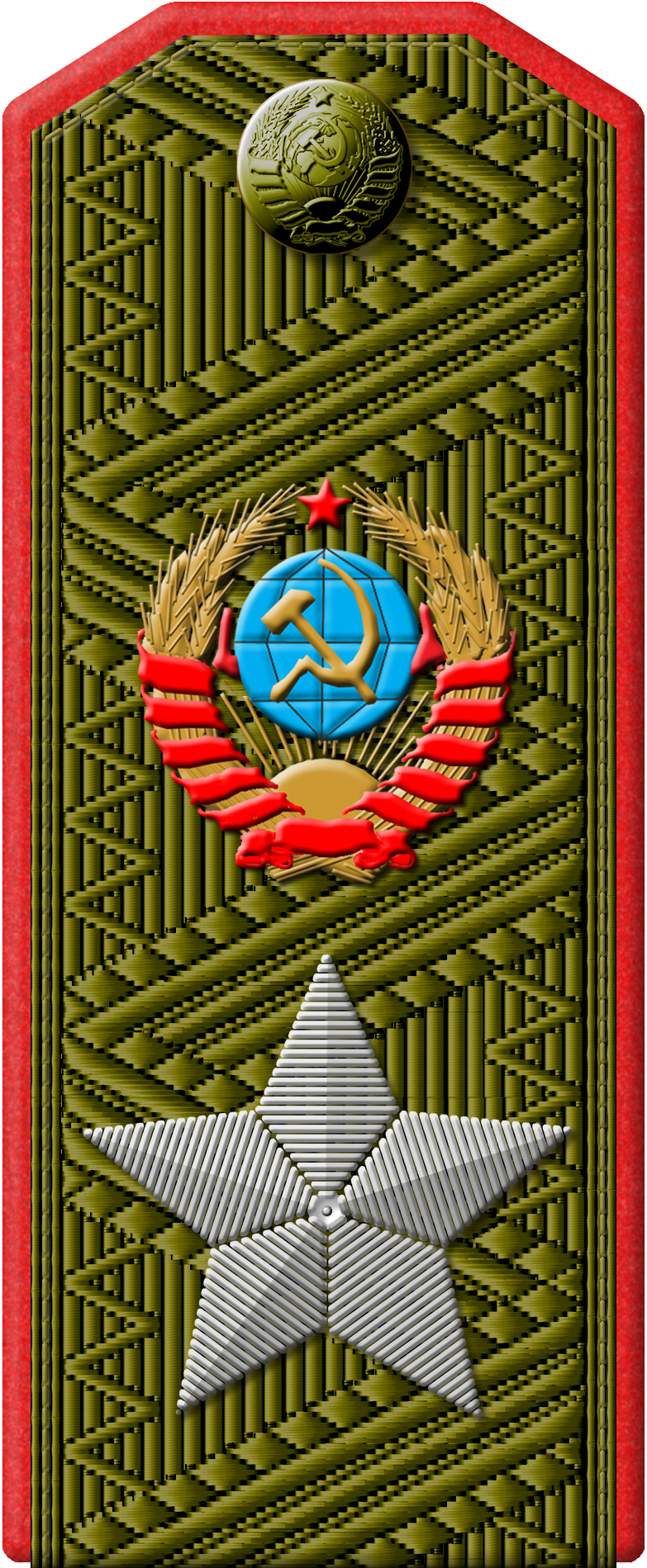
Galó de Mariscal de la Unió Soviètica entre 1943-1955

El rang de Mariscal de la Unió Soviètica (en rus: ма́ршал Со́ветского Сою́за, transliterat: màrxal Sovétskogo Soiuza) era a la pràctica la màxima graduació de la Unió Soviètica (en teoria, el màxim grau era Generalíssim de la Unió Soviètica, creat per Stalin i lluït només per ell). El rang de Mariscal de la Unió Soviètica va ser creat el 1935 i abolit el 1991. En van haver un total de 41. El rang naval equivalent era Almirall de la Flota de la Unió Soviètica

## Història del rang
Vegeu també: Història dels graus militars russos i Graus militars de la Unió Soviètica
El grau militar de Mariscal de la Unió Soviètica va ser establert mitjançant un decret del Gabinet Soviètic, el Consell de Comissaris del Poble (Sovnarkom) el 22 de setembre de 1935. El 20 de novembre, el rang fou conferit a 5 generals: el Comissari del Poble de Defensa i Bolxevic Veterà Kliment Voroixílov, el Cap de l'Estat Major General de l'Exèrcit Roig Aleksandr Iegórov, i els Comandants Superiors Vassili Bliúkher, Semion Budionni i Mikhaïl Tukhatxevski.
D'aquests, Bliúkher, Tukhatxevski i Iegórov van ser executats durant la Gran Purga de Stalin de 1937-38. El 7 de maig de 1940, es van nomenar 3 nous Mariscals: el nou Comissari del Poble de Defensa Semion Timoixenko, Borís Xàpoixnikov i Grigori Kulik.
Encara que els rangs tradicionals pels oficials van ser restablerts el 1935, els rangs dels Generals a l'Exèrcit Roig no van ser introduïts fins al 1940. El sistema de rangs portava a confusió, car hi havia tant el Mariscal com el General d'Exèrcit, però hi mancava el Brigadier i rangs de General (a part del rang posicional de kombrig o Comandant de Brigada, que ja existia); la posició entre Tinent General i el General d'Exèrcit és ocupada pel rang de Coronel General. Això suggereix que el General d'Exèrcit podria ser considerat equivalent al Mariscal de Camp i al General d'Exèrcit americà, deixant el rang de Mariscal com un rang honorífic.
Durant la Segona Guerra Mundial Timoixenko i Budionni van dimitir i Kulik va ser apartat per incompetència, i el rang de Mariscal de la Unió Soviètica va ser atorgat a comandants militars que el van guanyar per mèrits (entre ells hi ha Gueorgui Júkov, Ivan Kóniev i Konstantín Rokossovski). El 1943, Stalin mateix va ser elevat a Mariscal de la Unió Soviètica, i el 1945 es va ascendir al seu cap de policia, Lavrenti Béria. A aquests «Mariscals Polítics» se'ls uní el 1947 Nikolai Bulganin.
Dos Mariscals van ser executats a les purgues de postguerra: Kulik el 1950 i Béria el 1953, poc després de la mort de Stalin. A partir d'aquest moment, el rang només fou atorgat a militars professionals, a excepció de Leonid Bréjnev, qui es va fer Mariscal a si mateix el 1976, i de Dmitri Ustínov, que va ser nomenat Ministre de Defensa al juliol de 1976. El darrer Mariscal de la Unió Soviètica va ser Dmitri Iàzov, nomenat el 1990 i empresonat després del fallit cop d'estat contra Mikhaïl Gorbatxov el 1991. El Mariscal Serguei Akhroméiev se suïcidà el 1991 després de la dissolució de la Unió Soviètica.
El rang va ser abolit amb la dissolució de la Unió Soviètica al desembre de 1991. Va ser substituït pel rang de Mariscal de la Federació Russa, lluït només per una persona, el Mariscal Ígor Serguéiev, Ministre de Defensa Rus entre 1997 i 2001.
Els Mariscals es poden separar en 3 grups generacionals:

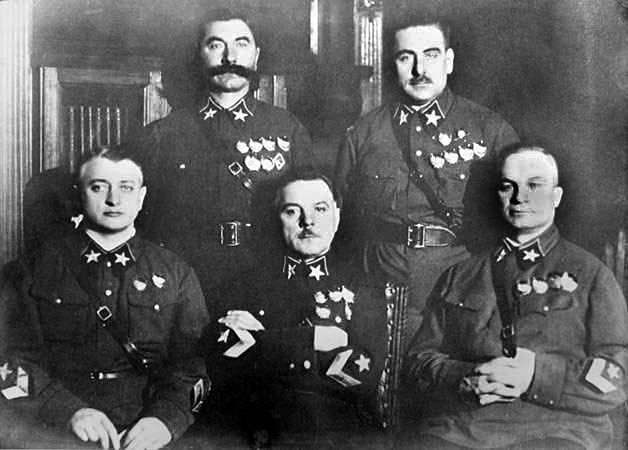
Els cinc primers Mariscals de l'URSS: Budionni i Bliúkher (drets); Tukhatxevski, Voroixílov i Iegórov (asseguts)

- Aquells que van adquirir la seva reputació durant la Guerra Civil Russa. Entre aquests hi ha aquells que van ser purgats el 1937-38 (Bliúkher, Tukhatxevski i Iegórov), i aquells que van tenir alts comandaments a l'inici de la Segona Guerra Mundial (Budionni, Kulik, Xàpoixnikov, Timoixenko i Voroixílov). Tots ells, excepte Xàpoixnikov i Timoixenko, van provar ser incompetents i van ser retirats de les seves funcions.
- Aquells que van forjar les seves reputacions durant la Segona Guerra Mundial i van assumir alts comandaments a la darrera part de la guerra (Júkov, Vassilevski, Kóniev, Rokossovski, Malinovski, Tolbukhin i Txuikov)
- Aquells que van assumir alts comandaments durant la Guerra Freda. Tots ells havien estat oficials durant la Segona Guerra Mundial, però els seus comandaments van ser dins del Pacte de Varsòvia o com Ministres de Defensa Soviètics (Gretxkó, Iakubovski, Kulikov, Ogarkov, Akhroméiev i Iàzov).

Tots els Mariscals de la postguerra havien estat oficials durant la Segona Guerra Mundial, a excepció de Bréjnev, que havia estat Comissari Militar i d'Ustínov, qui havia estat director d'una fàbrica d'armament. Fins i tot Iàzov, que tenia 20 anys quan acabà la guerra, havia estat comandant de secció. A diferència dels comandants superiors americans a l'era de la Guerra Freda, cap Mariscal soviètic havia tingut experiència de comandament de combat després de 1945.

## Relació de Mariscals de la Unió Soviètica
| Nom                    | Naixement/Mort | Nomenat       | Branca de Servei                              |
| ---------------------- | -------------- | ------------- | --------------------------------------------- |
| Kliment Voroixílov     | 1881—1969      | Novembre 1935 | Exèrcit/Polític                               |
| Mikhaïl Tukhatxevski   | 1893—1937      | Novembre 1935 | Exèrcit                                       |
| Aleksandr Iegórov      | 1883—1939      | Novembre 1935 | Exèrcit                                       |
| Semion Budionni        | 1883—1973      | Novembre 1935 | Exèrcit                                       |
| Vassili Bliúkher       | 1890—1938      | Novembre 1935 | Exèrcit                                       |
| Semion Timoixenko      | 1895—1970      | Maig 1940     | Exèrcit                                       |
| Grigori Kulik          | 1890—1950      | Maig 1940     | Exèrcit                                       |
| Borís Xàpoixnikov      | 1882—1945      | Maig 1940     | Exèrcit                                       |
| Gueorgui Júkov         | 1896—1974      | Gener 1943    | Exèrcit                                       |
| Aleksandr Vassilevski  | 1895—1977      | Febrer 1943   | Exèrcit                                       |
| Ióssif Stalin          | 1879—1953      | Març 1943     | Polític                                       |
| Ivan Kónev             | 1897—1973      | Febrer 1944   | Exèrcit                                       |
| Leonid Góvorov         | 1897—1955      | Juny 1944     | Exèrcit                                       |
| Konstantín Rokossovski | 1896—1968      | Juny 1944     | Exèrcit                                       |
| Rodion Malinovski      | 1898—1967      | Setembre 1944 | Exèrcit                                       |
| Fiódor Tolbukhin       | 1894—1949      | Setembre 1944 | Exèrcit                                       |
| Kiril·l Meretskov      | 1897—1968      | Octubre 1944  | Exèrcit                                       |
| Lavrenti Béria         | 1899—1953      | Juliol 1945   | NKVD/MVD Militsiya                            |
| Vassili Sokolovski     | 1897—1968      | Juliol 1946   | Exèrcit                                       |
| Nikolai Bulganin       | 1895—1975      | Novembre 1947 | Polític                                       |
| Hovhannes Baghramian   | 1897—1982      | Març 1955     | Exèrcit                                       |
| Serguei Biriuzov       | 1904-1964      | Març 1955     | Defensa Aèria/Forces Estratègiques de Míssils |
| Andrei Gretxkó         | 1903-1976      | Març 1955     | Exèrcit                                       |
| Andrei Ieriómenko      | 1892—1970      | Març 1955     | Exèrcit                                       |
| Kiril·l Moskalenko     | 1902-1985      | Març 1955     | Forces Estratègiques de Míssils               |
| Vassili Txuikov        | 1900-1982      | Març 1955     | Exèrcit                                       |
| Matvei Zakhàrov        | 1898—1972      | Maig 1959     | Exèrcit                                       |
| Filipp Gólikov         | 1900-1980      | Maig 1961     | Exèrcit                                       |
| Nikolai Krilov         | 1903-1972      | Maig 1962     | Forces Estratègiques de Míssils               |
| Ivan Iakubovski        | 1912-1976      | Abril 1967    | Exèrcit                                       |
| Pàvel Batitski         | 1910-1984      | Abril 1968    | Defensa Aèria                                 |
| Piotr Koixevoi         | 1904-1976      | Abril 1968    | Exèrcit                                       |
| Leonid Bréjnev         | 1906-1982      | Maig 1976     | Polític                                       |
| Dmitri Ustínov         | 1908-1984      | Juliol 1976   | Polític                                       |
| Víktor Kulikov         | 1921-2013      | Gener 1977    | Exèrcit                                       |
| Nikolai Ogàrkov        | 1917-1994      | Gener 1977    | Exèrcit                                       |
| Serguei Sokolov        | 1911-2012      | Febrer 1978   | Exèrcit                                       |
| Serguei Akhroméiev     | 1923-1991      | Març 1983     | Exèrcit                                       |
| Semion Kurkotkin       | 1917-1990      | Març 1983     | Exèrcit                                       |
| Vassili Petrov         | 1917-2014      | Març 1983     | Exèrcit                                       |
| Dmitri Iàzov           | nascut 1924    | Abril 1990    | Exèrcit                                       |

1. ↑  Com Konstanty Rokossowski va ser també Mariscal de Polònia des del 1949
2. ↑  també conegut com Ivan Baghramian